# Louis Brocq
Louis-Anne-Jean Brocq, né le 1er février 1856 à Laroque-Timbaut (Lot-et-Garonne) et mort le 18 décembre 1928 dans le 8e arrondissement de Paris,  est un dermatologue français, membre de l'Académie de médecine et un collectionneur d'art. Il est considéré comme l'un des fondateurs de l'école moderne de dermatologie en France. 

## Aperçu biographique
Issu d’une famille de la bourgeoisie de robe, Louis Brocq a  le goût de la peinture durant son adolescence ; quelques toiles et dessins de sa main, datés des années 1872-1874, ont été légués au musée des Beaux-Arts d'Agen par sa veuve. Plus tard, sa collection personnelle comptait des œuvres de Nicolae Grigorescu, Gustave Pimienta, Francis Picabia.
Il s’inscrit à Paris à la Faculté de médecine de Paris ; reçu premier au concours d’internat des hôpitaux de Paris en 1878, il obtient son doctorat en 1882, avec une thèse en dermatologie. Il poursuit sa carrière médicale dans cette spécialité et devient chef de service à l’hôpital Broca, puis à l’hôpital Saint-Louis; son nom sera donné en 1933 à un des pavillons cet hôpital.
Brocq est l’un des plus grands dermatologues de l’école française, (« Les plus grands personnages, des rois même, eurent recours à lui »[réf. nécessaire]), et l’un des fondateurs de la Société française de dermatologie et de syphiligraphie. Il était l'un des "cinq grands" de l'École parisienne de dermatologie[réf. nécessaire], aux côtés d'Ernest Henri Besnier (1831-1909), de Ferdinand-Jean Darier (1856-1938), de Raymond Sabouraud (1864-1938) et de Jean-Alfred Fournier (1832-1914). En 1900, Louis Brocq fut le deuxième auteur de la Pratique dermatologique, premier ouvrage collégial de l’École française de dermatologie de langue française publiée de 1900 à 1904 par Besnier, Brocq, Jacquet. Ses travaux personnels portent sur la pseudo-pelade, les kératoses pilaires, les parapsoriasis. La dermatite polymorphe douloureuse, qu'il décrivit en 1888, fut longtemps appelée maladie de Duhring-Brocq. Il mit au point une pommade polyréductrice à base de goudrons, longtemps utilisée pour le traitement du psoriasis.
Excellent pédagogue, il a formé de très nombreux élèves[réf. nécessaire].

## Notes et références

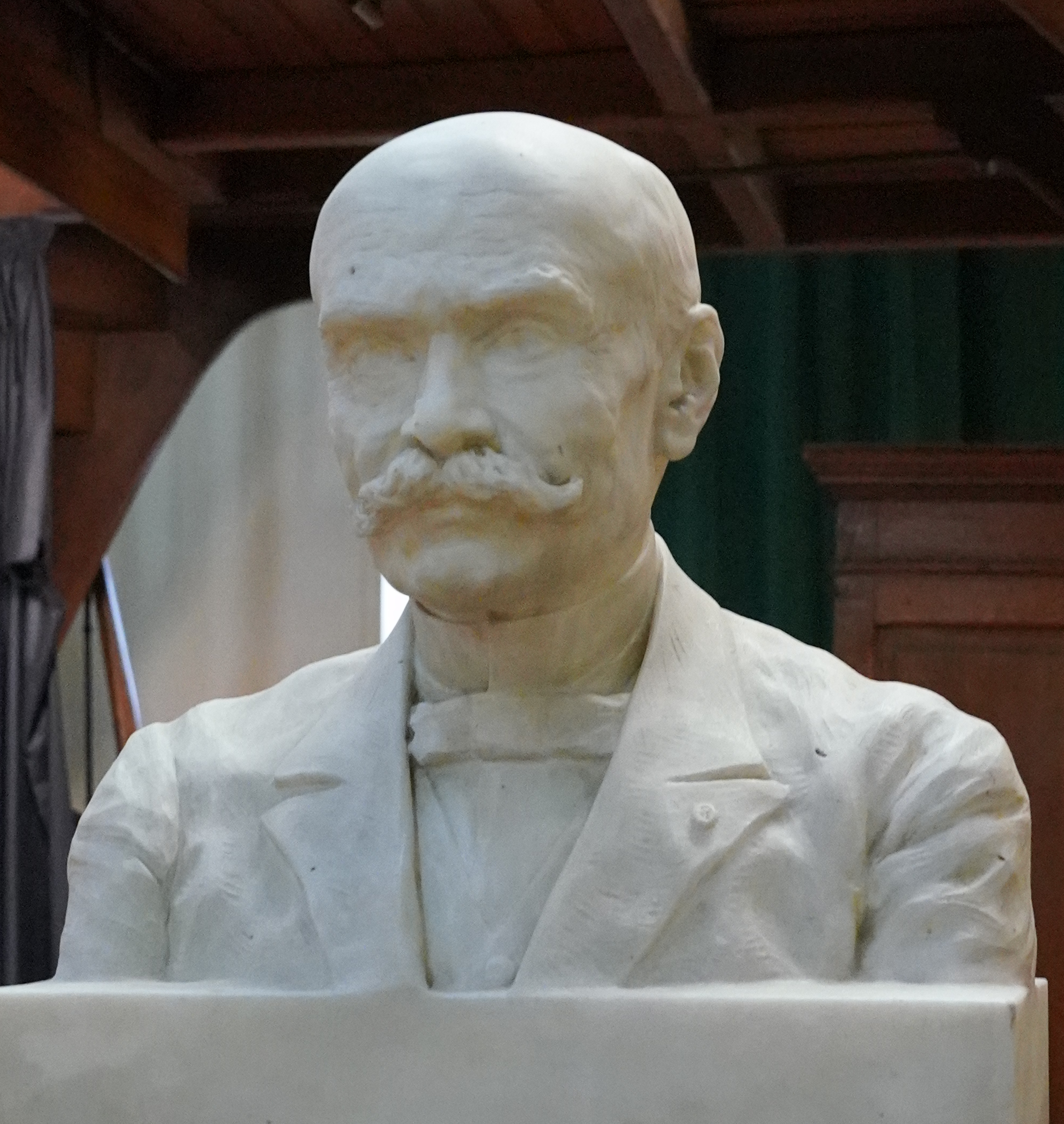
Son buste au musée des Moulages.

## Distinctions
- Commandeur de la Légion d'honneur (1928).